# سانت جافلين

تصوير لسانت جافلين

القديس جافلين هي ميم على الإنترنت، تم تصويرها بأسلوب رمز ديني لشخصية شبه القديس؛ تحتضن سلاحًا حديثًا؛ استُخدم في الغزو الروسي لأوكرانيا، مثل سلاح إف جي أم-148 جافلن المضاد للدبابات. تم إنشاء الميم من قبل كريستيان بوريس خلال الغزو الروسي لأوكرانيا عام 2022 وأصبح مشهورًا في جميع أنحاء العالم، مما أدى في النهاية إلى ظهور ميمات أخرى مماثلة. رفعت الميم الروح المعنوية واستخدمت في المنتجات التجارية، مما أدى إلى جمع أكثر من مليون دولار للجمعيات الخيرية الإنسانية التي تساعد أوكرانيا.

## خلفية
تم إنشاء الميم من قبل الصحفي الأوكراني الكندي كريستيان بوريس، لاستخدامه في البداية على الملصقات؛ التي كان من المقرر التبرع بعائداتها للجهود الإنسانية في أوكرانيا. انتشر موقع ميم القديس جافلين على الإنترنت؛ كرمز للمقاومة ضد الغزو الروسي لأوكرانيا.
يعيش كريستيان بوريس حاليًا في تورنتو، لكنه كان يعمل سابقًا في أوكرانيا كصحفي خلال النزاع الأول في عام 2014. وأثناء وجوده هناك، عمل لحسابه الخاص في بلدان مختلفة، وكان متأثرًا بشكل خاص بمحنة الأيتام والأرامل من الحرب في دونباس.

## الميم
الميم نفسه يصور مادونا بأسلوب منمق(زعمت بعض المصادر عن طريق الخطأ: أنها مريم المجدلية أو على أساس القديسة أولغا من كييف)، وهي تحتضن قاذفة صواريخ. السيدة العذراء، تم تصويرها في الحملة الترويجية ، وتمثيلها بأسلوب أيقوني أرثوذكسي تقليدي. في حين مادونا الفنية القياسية، كانت ماري غالبًا(ولكن ليس دائمًا) رُسمت وهي تحتضن الطفل يسوع بين ذراعيها، أما في هذه الحالة، فهي تحتضن سلاحًا مضادًا للدبابات كبديل. تكمن روح الدعابة في الميم في تجاور مريم، والدة يسوع، وسلاح حديث مضاد للدبابات.

## نقد

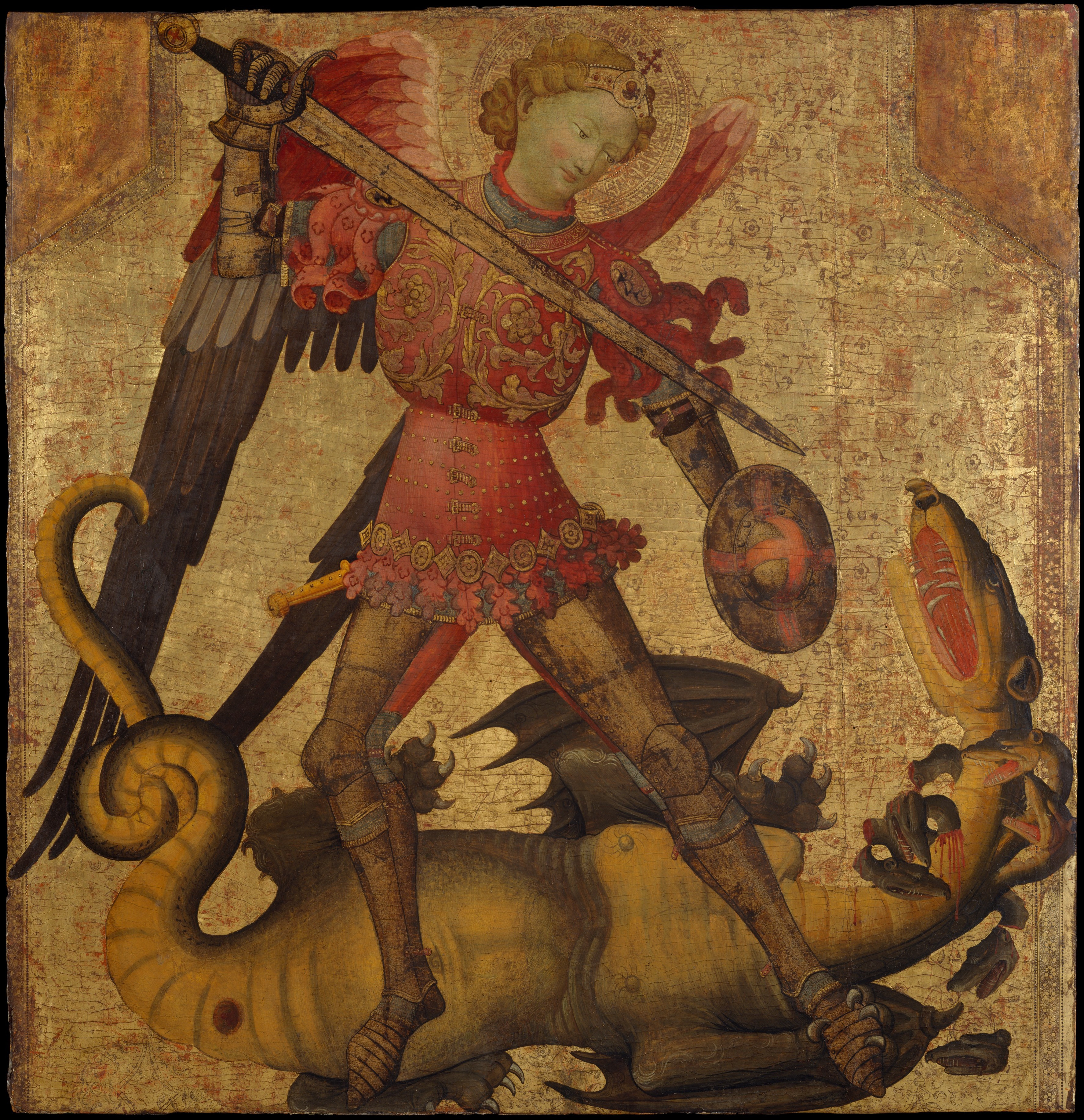
يصور القديس ميخائيل بالسيف

## الحملة

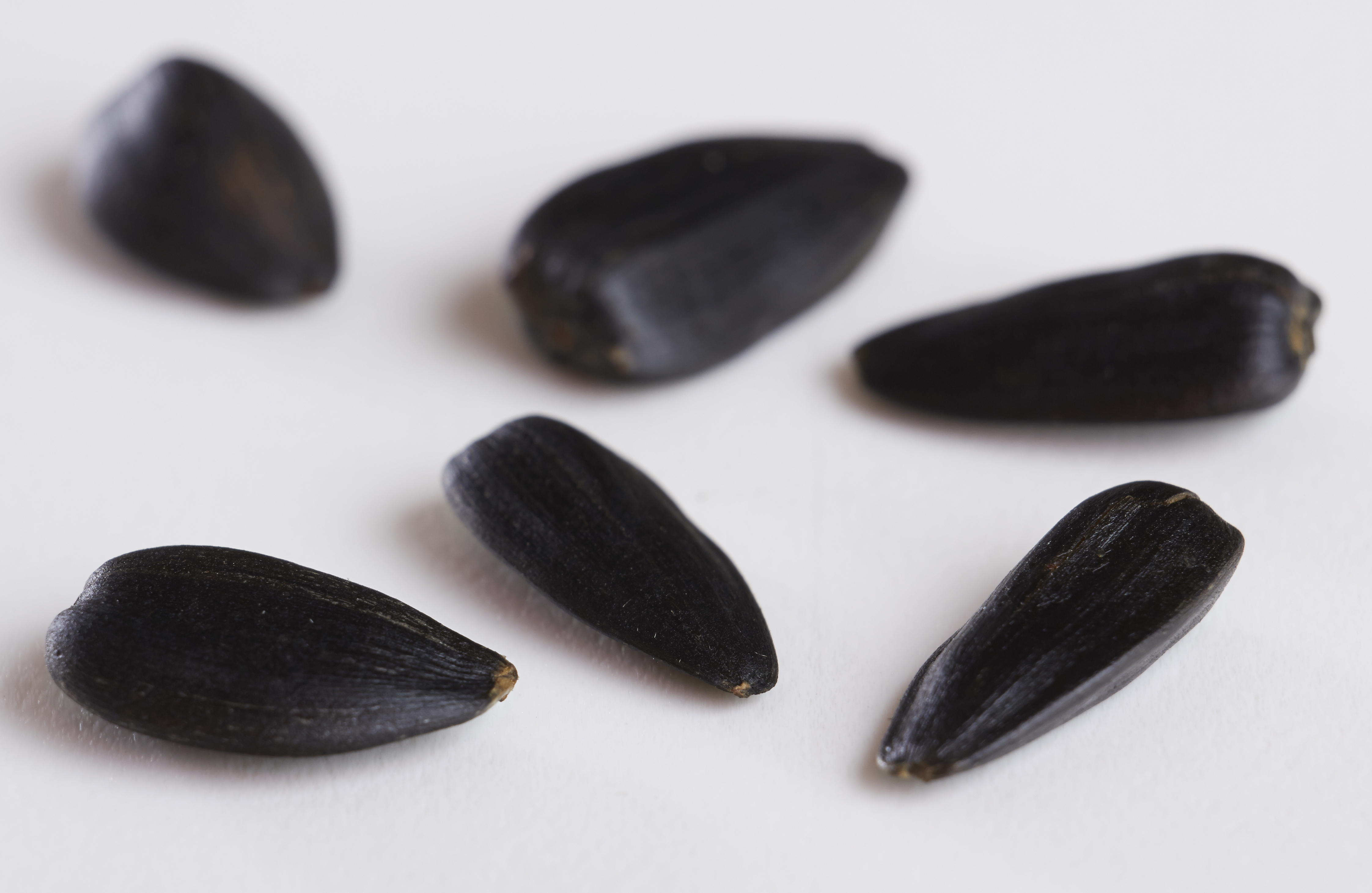
بذور عباد الشمس، كما وصفتها امرأة أوكرانية لجندي روسي

## أنظر أيضا
- 2022 الغزو الروسي لأوكرانيا
- المتحدة 24
- شعب بايركتار
- الفاشية الروسية
- فاتنيك

## روابط خارجية
- لـ حملة سانت جافلين